# مركز الملك عبد العزيز الحضاري
مركز الملك عبد العزيز الحضاري (خيبر)، يعتبر من المراكز الحضارية في محافظة خيبر بالمدينة المنورة.

## سنة الافتتاح
في يوم الأحد الموافق 4 /7/ 1421هـ افتتح الأمير مقرن بن عبد العزيز أمير منطقة المدينة المنورة مركز الملك عبد العزيز الحضاري اثناء زيارته للمحافظة، وقد أقيم حفل استقبال
لقدومه، وعقد الأمير اجتماع مجلس المنطقة بصالة الاجتماعات بالمركز.

## موقع المركز
يقع المركز في وسط المدينة على الطريق الدولي المدينة-تبوك على هضبة مرتفعة تبلغ مساحتها 40000م، وتبلغ مساحة المبنى 4000م.

## أهمية المركز
يعتبر المركز من أهم المعالم البارزة في مدينة خيبر، وقد قامت البلدية بمجهوداتها بإنشائه نظراً لافتقار المحافظة لمكانٍ تُقام فيه الاحتفالات واستقبال الضيوف في ظل التطور الذي تشهدهُ المملكة في عهد خادم الحرمين الشريفين آنذاك الملك فهد رحمهُ الله.

## صالات المركز الرئيسية
- صالة الاحتفالات تبلغ مساحتها 30×20م حيث تتسع لأكثر من 500 شخص، ومزودة بالتكييفالمركزي بعدد 12 وحدة، ومزودة أيضاً بمسرح بمنصة مجهزة بإذاعة داخلية مطورة، وعدد كراسي يبلغ 450 كرسي، و10 أطقم من الكنبات المجهزة لكبار الضيوف حيث تقام فيها الاحتفالات الخاصة بالبلدية والاحتفالات الرسمية للإدارات الحكومية من مدارس ومهرجانات.
- صالة الاستقبال تبلغ مساحتها 25×14م، ومزودة بالاثاث والتكييف المركزي 8 وحدات، وتتسع لأكثر من 300 شخص.
- صالة الاجتماعات تبلغ مساحتها 21×8م، ومزودة بطاولة اجتماعات تتسع لأكثر من 35 شخصاً حيث جُهزت بإذاعة داخلية وعدد 6 وحدات تكييف مركزي.
- صالة الطعام تبلغ مساحتها 25×12م حيث تتسع لأكثر من 250 شخصاً، وتلحق بالصالة العديد من مرافق الخدمات مثل: دورات المياه، والمغاسل، وعدد 2 بوفيه.[2]

## مداخل المبنى الخارجية
- المدخل الرئيسي
- المدخل الجنوبي
- مدخل طوارئ
- مدخل غرفة تجهيز الطعام
- مدخل السكن الخاص بالمركز حيث يحتوي على 8 غرف تحتوي كل واحدة منها على دورة مياه ومغسلة مزودة بالاثاث والتكييف، بالأضافة إلى مطبخ عام للسكن وصالة جلوس، وقد قامت البلدية بالرصف حول المبنى من الخارج، وتشجيره من جميع جهاته الأربع بأكثر من 200 شجرة بزروميا القابلة للقص والتشجير، وتزويده بإنارة الكلويات.[2]

## انظر ايضاً
- المدينة المنورة
- خيبر
- مركز الملك عبد العزيز الثقافي العالمي

## وصلات خارجية
- محافظة خيبر.